# Dysdera balearica
Espèce
Synonymes
- Dysdera mordax  L. Koch, 1882

Dysdera balearica est une espèce d'araignées aranéomorphes de la famille des Dysderidae.

## Distribution
Cette espèce est endémique de Majorque aux Baléares en Espagne.

## Description
Le mâle mesure 10,4 mm et les femelles de 10,2 à 13,0 mm.

## Étymologie
Son nom d'espèce lui a été donné en référence au lieu de sa découverte, les îles Baléares.

## Publication originale
- Thorell, 1873 : Remarks on synonyms of European spiders. Part IV. Uppsala, p. 375-645 (texte intégral).